# 星加要
星加 要（ほしか かなめ、1909年7月11日 - 1989年5月28日）は、昭和時代の労働運動家。国鉄労働組合（国労）書記長、副委員長。

## 経歴
愛媛県新居浜市生まれ。高等小学校卒業後、鉄道教習所を経て、四国鉄道局の運転局総務課に勤務。1946年四国鉄道従業員連合組合（のち国鉄労働組合四国地方本部）の結成を主導。1947年10月の国労第2回臨時大会で右派系執行部の提案（片山内閣の1800円ベース受諾）が否決され、執行部が総辞職、右派系代議員が退場して斉藤鉄郎議長が流会を宣言。11月に斉藤らと中心になって国鉄労組反共連盟（1948年3月国鉄労組民主化同盟に改称）を結成し、民同運動の口火を切った。民同派のリーダーとして共産党グループと国労の主導権を争い、1948年3月から4月、1948年9月から1949年4月（第5回臨時大会から第6回臨時大会）に書記長を務めた。1949年7月行政機関職員定員法に基づき共産党系の役員が解雇され、民同派が被解雇者を組合役員に認めないとする「指令0号」を出した後、8月の成田中央委員会で書記長に復帰。1950年7月の第8回大会から副委員長を務め、国労の主導権を握った。
1951年5月の国労中央闘争委員会で横山利秋企画部長が提案した平和四原則を盛り込んだ運動方針案が17対17、斉藤議長の一票行使で否決。星加が提案した「愛国労働運動」を主題とした運動方針案が17対17、斉藤議長の一票行使で可決された。しかし6月の第10回大会（新潟大会）では、岩井章ら民同左派によって横山案が可決され、星加案は113対292の大差で否決された。同年9月1日に右派の斉藤鉄郎、加藤閲男、戸田芳夫らと国鉄労組民主化同盟（新生民同）を結成し、副幹事長に就任。9月7日に加藤閲男、全繊同盟の滝田実、総同盟の松岡駒吉、古賀専らと民主労働運動研究会（民労研）を結成し、幹事に就任。同年10月の水戸中央委員会で革同系の相沢重明に敗れ、国労副委員長を退任。1953年3月の第3回参議院議員通常選挙に香川県選挙区から右派社会党公認で立候補したが落選。60年代以降は民社・同盟系の教育活動に従事。富士政治大学校（富士社会教育センター）の初代総主事。1974年時点で富士社会教育センター常務理事、富士政治大学校総主事、1980年時点で富士社会教育センター参与を務めていた。

## 備考
星加が1951年の新潟大会に提出した運動方針案は、社会党・総評が決定した平和四原則を共産党の第五列と批判し、多数講和による日本の独立達成のための愛国労働運動、国連協力、国際自由労連加盟を主張するものだった。新潟大会で星加案は否決され、敗北した民同右派は新生民同を結成した。新生民同は1957年の新潟闘争を契機に結成された第二組合などと結びつき、1968年に結成された鉄道労働組合（鉄労）の源流となった。鉄労の結成大会には斉藤鉄郎、加藤閲男、星加要、片岡文重（元国労書記長）が来賓として招かれている。
画家林武の弟子で、独立美術展にも入選するほどの腕前だった。

## 著書
- 『勞働組合側からみた公共企業体勞働關係法』（加藤閲男、菊川孝夫共著、中央法規出版、1949年）
- 『獨立後の勞働運動――國鐵新生民同の目標』（加藤閲男、戸田芳夫、竪山利忠共著、国鉄労組民主化同盟編、日刊労働通信社、1952年）
- 『鉄道労働組合史』（有賀宗吉共著、鉄道労働組合教宣局［通信教育講義録］、1973年）
- 『さらに前進するために――民主的労働運動の歩み』（富士社会教育センター出版局［富士選書］、1974年）